# Замак Такеши
Замак Такеши (јап. 風雲！たけし城), познат у Србији само као Такеши, је јапанска телевизијска игра коју је од 1986. до 1989. године емитовао Токијски радиодифузни систем. У Србији је, у измењеној форми, емитован током 2010. године на Фокс телевизији.
Игра је у власништву јапанског глумца Такешија Китана који поседује дворац и поставља немогуће изазове за играче. 
Шоу је стекао популарност и изван Јапана.